# .la
‎.la‏ دامنه اینترنتی اختصاص داده شده به کشور لائوس است.